# Outcast (musikalbum)
Outcast är Bad Cash Quartets andra studioalbum, utgivet 2001.

## Låtlista
1. "020"
2. "Too Bored to Die"
3. "Heart Attack"
4. "Monday Morning"
5. "Big Day Coming"
6. "This Night or Next"
7. "Outcast"
8. "Let It Shine"
9. "I Can Take the World"
10. "Competition Ain't Nothing"
11. "Oh My Heroes"

## Medverkande
- Adam Bolméus - gitarr, bakgrundssång
- Martin Elisson - sång
- Björn Engelmann - mastering
- Kalle Gustafsson-Jerneholm - producent, inspelning
- Kalle von Hall - gitarr, keyboards
- Michael Ilbert - mixning
- Jonas Lundqvist - trummor
- David Möllerstedt - inspelning
- Pop-Lars
- Henrik Rylander - foto
- Carl Stephanson - bas

## Listplaceringar
| Lista (2001-2002) | Topplacering |
| ----------------- | ------------ |
| Sverige           | 9            |

### Fotnoter
1. ↑  ”Outcast”. Discogs.com. http://www.discogs.com/Bad-Cash-Quartet-Outcast/release/1729011. Läst 16 juni 2012.
2. ↑  Listplacering